# Seninghem
Seninghem é uma comuna francesa na região administrativa de Altos da França, no departamento de Pas-de-Calais. Estende-se por uma área de 15,15 km². Em 2010 a comuna tinha 724 habitantes (densidade: 47,8 hab./km²).